# Национальная бригада государственной обороны
Национальная бригада государственной обороны (порт. Brigada National de Defesa do Estado), также Бригада информации и государственной обороны (порт. Brigada de Informação e Defesa do Estado), Национальная бригада обороны (порт. Brigada National de Defesa), BRINDE — спецслужба ангольского повстанческого движения УНИТА, структура разведки, контрразведки и внутренней безопасности. Участвовала в гражданской войне, противостояла правительственным спецслужбам правящей МПЛА. Подчинялась непосредственно Жонашу Савимби. После окончания гражданской войны преобразована в партийную службу безопасности УНИТА.

## Партизанская разведка
Во время войны за независимость Анголы повстанческое движение УНИТА располагало группами разведки и контрразведки при партизанских отрядах ФАЛА. В 1974 эти оперативные группы скоординировались в Службе общей безопасности (SSG).
11 ноября 1975 независимость НР Ангола была провозглашена под властью коммунистического МПЛА. В стране началась гражданская война. SSG осуществляла разведывательно-диверсионные операции против правительственных войск ФАПЛА, обеспечивала информацией руководство УНИТА и командование ФАЛА. Важную роль сыграла оперативная служба при отступлении Длинного марша в 1976. SSG активно противостояла правительственной спецслужбе DISA, формировала вооружённое подполье в Бенгеле, провинциях Южная Кванза и Уамбо.

## Повстанческая спецслужба

### Бригада разведки и безопасности
В 1980 стал очевиден затяжной характер войны. УНИТА организовала на контролируемых территориях модель государственной структуры во главе которой стоял бессменный лидер движения Жонаш Савимби. Военной столицей являлась Джамба, где базировались высшее политическое руководство и военное командование. Была переформирована и спецслужба — на основе SSG создана Национальная бригада государственной обороны (именовалась также Бригада информации и государственной обороны) — BRINDE.
В названии подчёркивался национал-патриотизм идеологии УНИТА и заявка на «чёрноафриканскую социально-демократическую» государственность Анголы. Государством УНИТА являлась на тот момент Народно-Демократическая Республика Ангола с официальной столицей в Уамбо и реальным центром в Джамбе.
Кадровую основу BRINDE составили оперативники прежней SSG и военные разведчики ФАЛА — в общей сложности несколько тысяч человек. Командование спецслужбой принял давний соратник Савимби Самуэл Мартинью Эпаланга в звании повстанческого генерала. Первые департаменты BRINDE курировали следующие направления:
- слежение за иностранцами
- содержание военнопленных
- охрана Савимби и других лидеров
- разведывательно-диверсионное проникновение на территорию противника
- ликвидация вражеской агентуры на своей территории

Отдельным направлением была безопасность «внешней сети» — иностранных представительств УНИТА. При участии BRINDE спецслужба союзного Того арестовала офицера ангольской разведки SIE за похищение одного из сыновей Савимби.
Разведка BRINDE действовала довольно успешно. Проводились диверсионные спецоперации. Но укоренить подпольные группы обычно не удавалось даже во взаимодействии с южноафриканской спецслужбой. С другой стороны, BRINDE эффективно пресекала попытки правительственных сил проникнуть на территории, контролируемые УНИТА. В Министерстве госбезопасности (MINSE, сменило DISA) пришлось создать Специальный департамент — для тщательного сбора информации об УНИТА и углублённого анализа. Функционеры MINSE констатировали высокую квалификацию, идеологическую убеждённость и яростную агрессивность оперативников BRINDE.
С другой стороны, BRINDE бдительно охраняла авторитарную власть Савимби в УНИТА. Была создана не только система получения информации о противнике, но и внутренняя сеть осведомителей. Жестоко подавлялось любое подозрение в инакомыслии. Профилактировались, а иногда и фабриковались «заговоры», совершались ритуальные казни. Обвинения такого рода выдвигал, в частности, Араужо Сакайта, похищенный сын Савимби. УНИТА официально опровергала его заявления, указывая, что Сакайта несвободен в своих высказываниях.

### В конце войны
В начале 1990-х под влиянием мировых событий руководство МПЛА объявило масштабные реформы: отказ от коммунистической идеологии, переход к многопартийной демократии и рыночной экономике. В частности, было расформировано MINSE. Более двух лет при правительстве Анголы формально отсутствовали органы госбезопасности. BRINDE при этом сохранялось.
Однако первые многопартийные выборы 1992 обернулись Хэллоуинской резнёй. Гражданская война возобновилась с новой силой. Возобновилось и противостояние разведок — новой правительственной Службы информации (SINFO) и повстанческой BRINDE. Стратегия УНИТА заключалась в максимальном расширении контролируемой территории — соответственно, на первый план в деятельности BRINDE вышла военная разведка. При этом снизилось внимание к политическому управлению и внутренней безопасности «сообществ УНИТА».
В 1998—1999 правительственные войска повели последнее массированное наступление. 24 декабря 1999 силы ФАЛА оставили Джамбу. Положение стало критическим в начале 2002. 18 января был взят в плен генерал Эпаланга. 22 февраля 2002 погиб в бою Жонаш Савимби, через несколько дней умер от ран его преемник Антониу Дембу.

## Партийная секьюрити
После гибели Савимби правительство МПЛА и руководство УНИТА договорились о прекращении войны. УНИТА интегрировалась в политическую систему Анголы как оппозиционная партия. BRINDE под названием Национальная бригада обороны была неофициально сохранена в качестве партийной службы охраны и безопасности. В Уамбо организована школа подготовки кадров. Мартинью Эпаланга отошёл от дел, скончался в 2018. Руководство «бывшей BRINDE» принял генерал ФАЛА Тони Линахука, во время войны начальник BRINDE в Джамбе. Его заместителем стал генерал ФАЛА Жуан Виндеш. Третий руководитель, подполковник ФАЛА Жозе Лилунга, в 2014 перешёл в МПЛА.
Задачами BRINDE стали защита конфиденциальной партийной информации и обеспечение предвыборных кампаний. Правительственная спецслужба SINSE признавала в своих отчётах: проникнуть в окружение преемника Савимби Исайаша Самакувы не удалось. Директор SINSE Себаштьян Мартинш говорил также об эффективной оперативной игре провинциальных организаций УНИТА.
Активность «бывшей BRINDE» резко возросла с 2019, после избрания президентом УНИТА Адалберту Кошта Жуниора. Острый конфликт возник в Луанде в мае 2021. Функционеры МПЛА анонсировали пресс-конференцию «разочаровавшихся членов УНИТА» с критикой Кошта Жуниора (за «трайбализм и племенные приоритеты»). УНИТА расценила это как провокацию и ответила актом прямого действия: активисты УНИТА — предположительно организованные оперативниками BRINDE — блокировали пресс-конференцию. Организаторы вынуждены были обратиться за помощью к полиции. Мероприятие оказалось сорвано.
Политические оппоненты УНИТА отмечают агрессивность молодых активистов УНИТА. Партийное «цифровое ополчение» отличается резкостью полемики в соцсетях. Силовые группы актива, готовые к физическим столкновениям, появились и на городских улицах (предпочтение отдаётся таким социальным категориям, как водители такси, работники автосервиса и автомойки). Эти тенденции связываются с работой опытных оперативников «бывшей BRINDE».